# Ekgonina
Ekgonina – organiczny związek chemiczny, prekursor i metabolit kokainy objęty Jednolitą konwencją o środkach odurzających z 1961 roku. W Polsce jest w wykazie I-N Ustawy o przeciwdziałaniu narkomanii.